# Schloss Welsbach

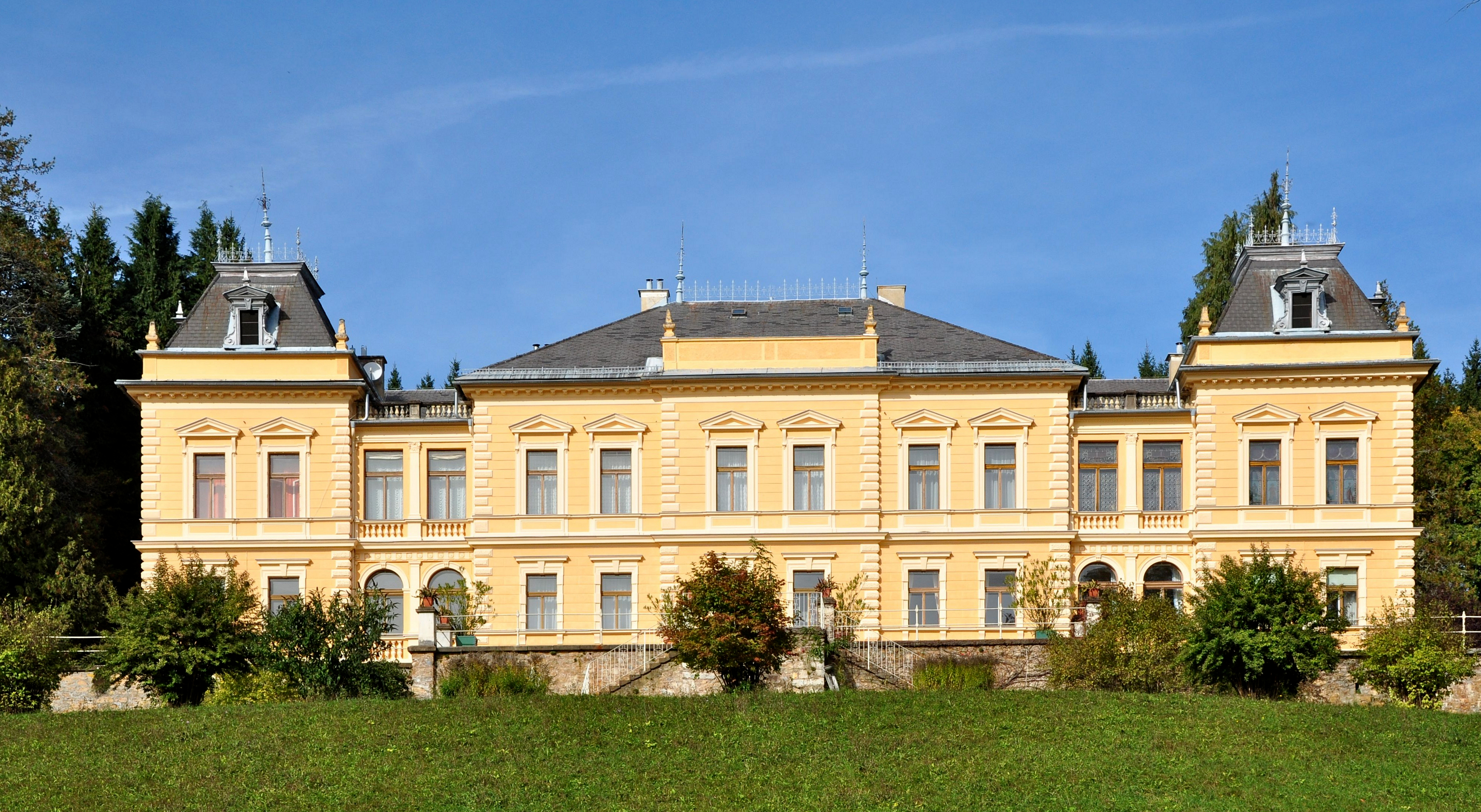
Schloss Welsbach

Schloss Welsbach ist ein Ende des 19. Jahrhunderts errichtetes Bauwerk in der Gemeinde Mölbling in Kärnten.
Das Schloss liegt am Südhang des Osselitzenberges in der Rotte Rastenfeld nördlich des Schlosses Rastenfeld. Es ist von einem großen Park mit bemerkenswerten Nebengebäuden wie einer Gärtnerei und einer Orangerie umgeben. Das Schloss wurde für den Industriellen Carl Auer von Welsbach in den Jahren 1898 bis 1900 nach Plänen von Anton und Josef Bierbaum errichtet. An seiner Stelle stand die Villa Marienhof, die zuletzt der Wiener Operettensängerin Marie Geistinger gehörte. Sie verkaufte das Anwesen 1893, das ihr als Sommerrefugium gedient hatte, an Auer. Dieser lebte und starb 1929 im Schloss. Es befindet sich noch heute im Besitz seiner Nachkommenschaft.
Das Schloss ist ein im späthistoristischer, nach Vorbild der französischen Stadtpaläste der Renaissance gestaltetes, zweigeschoßiges Gebäude mit sechsachsigem Mittelteil und vierachsigen Flügeln mit turmartigen Eckrisaliten. Die Fassade des langgestreckten Baus ist stark gegliedert, die vorstehenden Gebäudeecken werden durch eine Rustizierung betont. Die Geschoße sind durch ein starkes Gesims optisch getrennt, die großen Fenster sind steingerahmt. 
Die ursprüngliche, repräsentative Ausstattung (Stiegenhaus, Kachelöfen, Böden und Türen) ist nahezu unverändert erhalten.